# Callipallene spectrum
Callipallene spectrum är en havsspindelart som först beskrevs av Dohrn, A. 1881.  Callipallene spectrum ingår i släktet Callipallene och familjen Callipallenidae. Inga underarter finns listade.